# Дмитрієвка (Дмитрієвська сільська рада, Чишминський район)
Дми́трієвка (рос. Дмитриевка, башк. Дмитриевка) — присілок у складі Чишминського району Башкортостану, Росія. Адміністративний центр Дмитрієвської сільської ради.
Населення — 277 осіб (2010; 252 в 2002).
Національний склад:
- росіяни — 52 %
- татари — 35 %